# Виндхия
Виндхия (Виндхя, Биндхачал) (на санскрит: विन्‍ध्य) е нископланинска верига, съставена от платообразни планини в Индия, в северната част на полуостров Индостан, на север от долината на река Нармада. Простира се на 700 km от запад на изток между 75° и 80° и.д. Максимална височина 881 m. Южните ѝ склонове, спускащи се към река Нармада са стъмни и силно разчленени от късите десни притоци на реката, а северните полегато се спускат към Индо-Гангската равнина. Западна ѝ част е изградена от древни лави и има слабохълмиста повърхност, завършваща на юг с рязък отстъп. Източните части са изградени от докамбрийски пясъчници и кварцити и представляват ниски столови планини, разделени от малки котловини с рязко очертани краища и отвесни склонове. На юг текат къси и бързи реки, десни притоци на Нармада, а на север – дълги и спокойни реки (Чамбал, Синдх, Бетва, Дхасан и др.), десни протоци на Ганг. Покрити са с тропични смесени и тикови гори.